# BYE MY LOVE
「BYE MY LOVE」（バイ・マイ・ラブ）は、FLAMEの2枚目のシングル。

## 概要
- 2002年1月19日ポップジャムに出演。

## 収録曲
1. BYE MY LOVE
  - 作詞・作曲：T2ya　編曲：DeBose

明治製菓「こつぶチョコシリーズ」CMソング
NTV系『日本のミカタ』エンディングテーマ
2. VIEW
  - 作詞・作曲：T2ya
3. BYE MY LOVE(Remix)
4. BYE MY LOVE(Instrumental)